# Colitis
En medicina, colitis (popularment caguetes) es refereix a una inflamació del còlon i s'usa sovint per descriure una inflamació de l'intestí gros (cec, còlon i recte).
La colitis pot ser aguda i autolimitada o crònica, és a dir, persistent, i, en general encaixen en la categoria de les malalties digestives.
En un context mèdic, es fa servir l'etiqueta de la colitis (sense qualificació), si:
1. L'etiologia de la inflamació en el còlon és indeterminada, per exemple, la colitis pot ser aplicada a la malaltia de Crohn en un moment en què el diagnòstic no s'ha declarat.
2. El context és clar, per exemple, una persona amb colitis ulcerosa està parlant sobre la seva malaltia amb un metge que coneix el diagnòstic.

## Signes i símptomes
Els signes i els símptomes de la colitis són força variables i depenen de la causa de la colitis donada i dels factors que en modifiquen el curs i la gravetat.
Els símptomes habituals de la colitis poden incloure: dolor abdominal lleu a intens i palpació abdominal dolorosa (segons l'estadi de la malaltia), diarrea amb sang o pus presents o absents a la femta, incontinència fecal, flatulència, fatiga, pèrdua de gana, pèrdua de pes inexplicada i febre.
Els símptomes més greus poden incloure: sensació de falta d'aire i batecs cardíacs ràpids o irregulars.
Altres símptomes no específics menys comuns o rars que poden acompanyar la colitis inclouen: artritis, úlceres bucals, pell dolorosa, vermella i inflamada i irritada, ulls injectats de sang.
Els signes observats a la colonoscòpia inclouen: eritema de la mucosa del còlon (envermelliment de la superfície interna del còlon), úlceres i hemorràgia.

## Tipus
Hi ha molts tipus de colitis. En general, són classificats per l'etiologia:

### Autoimmunitàries

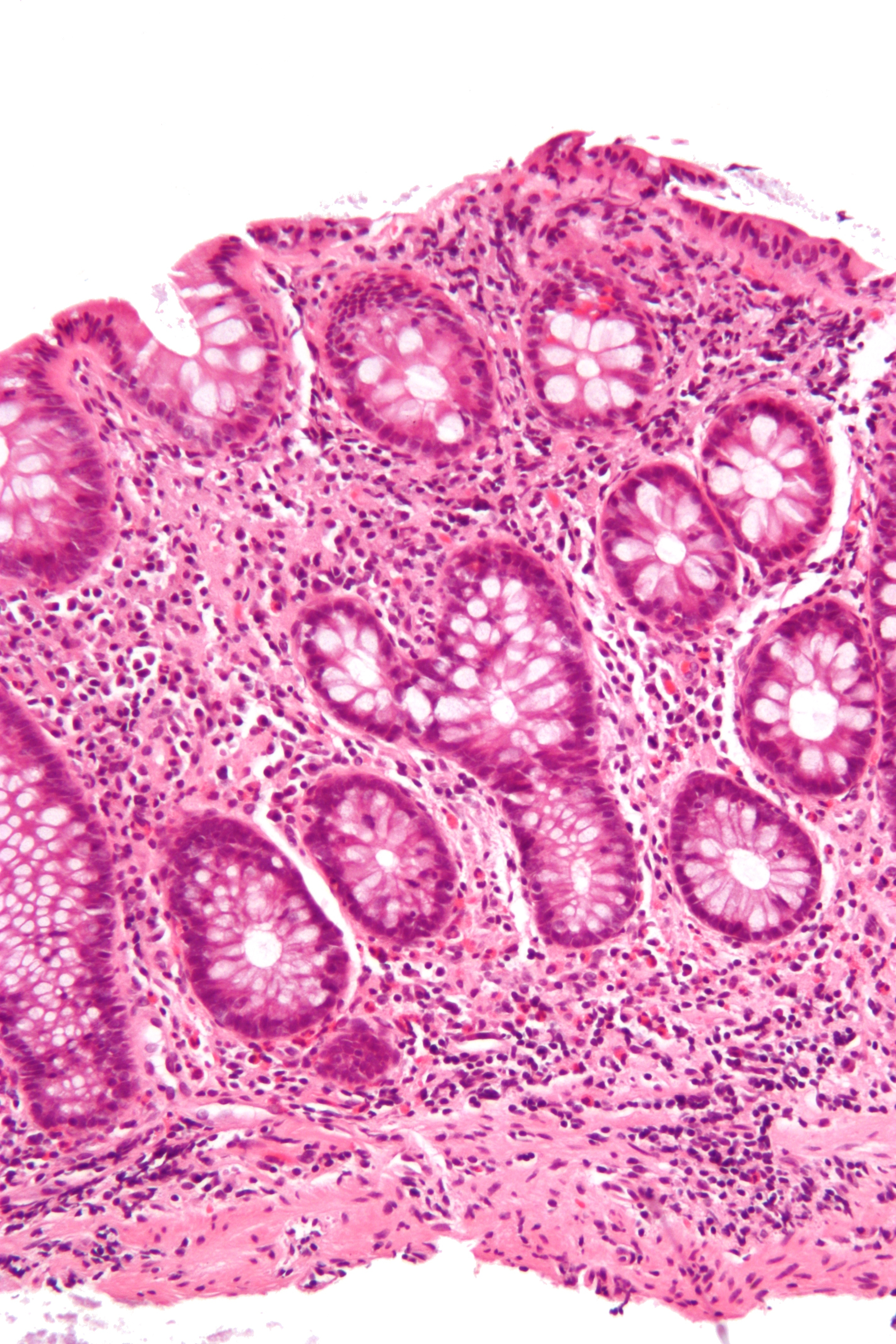
Micrografia que mostra criptes intestinals ramificades, una troballa histopatològica de la colitis crònica. Tinció d'HE.

- Malaltia inflamatòria intestinal (MII) - un grup de colitis crònica.
  - Colitis ulcerosa - una colitis crònica que afecta l'intestí gros.
  - Malaltia de Crohn - un tipus de MII sovint condueix a una colitis.

### Idiopàtica
- Colitis microscòpica - és una colitis que es diagnostica mitjançant un examen microscòpic de teixit colònic, macroscòpicament és d'aspecte normal.
  - Colitis limfocítica.
  - Colitis col·lagenosa.

### Iatrogènica
- Colitis per derivació.
- Colitis química.

### Malaltia vascular
- Colitis isquèmica.

### Infeccioses

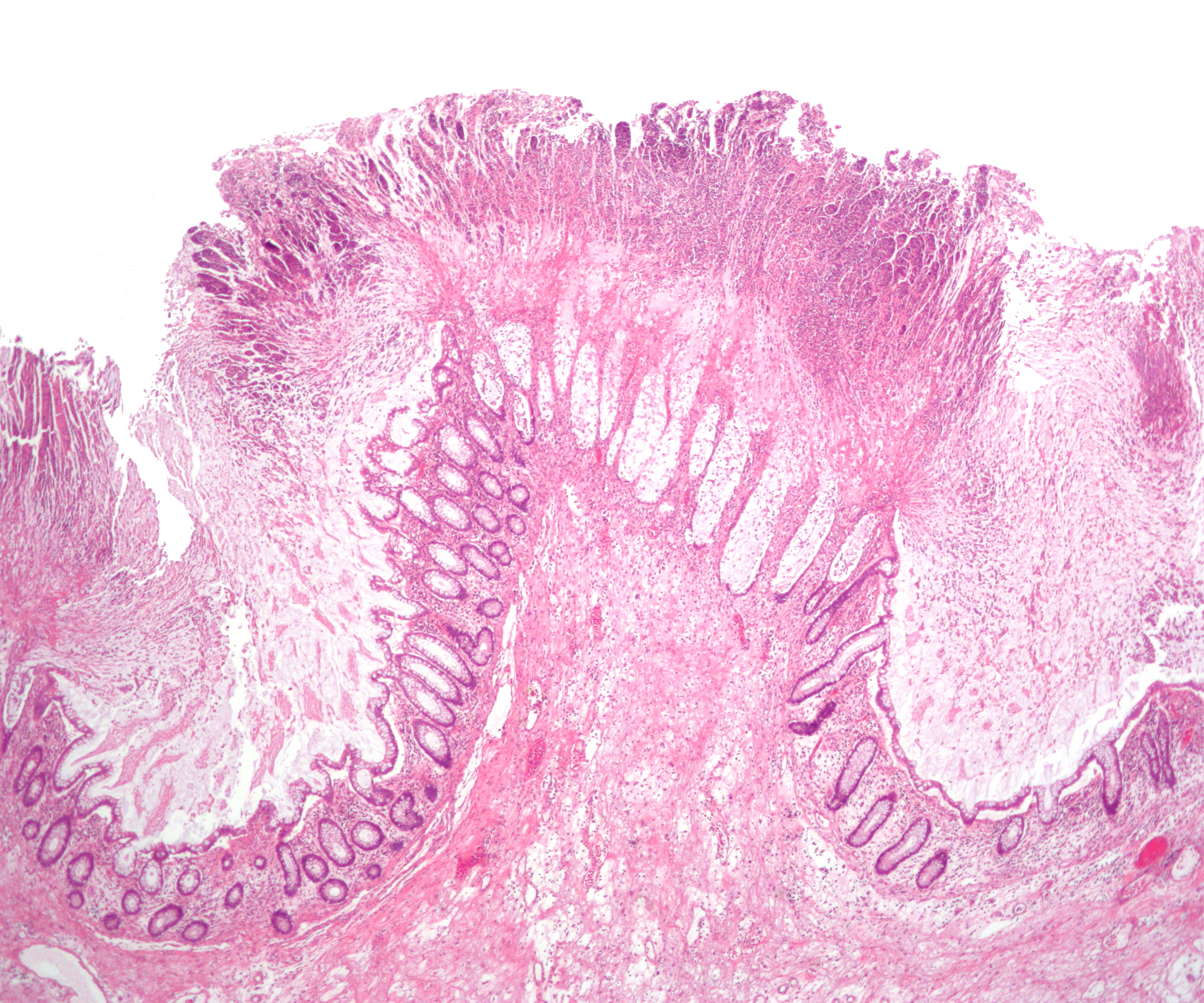
Micrografia d'una pseudomembrana de còlon en una colitis pseudomembranosa, en aquest cas deguda a una infecció per Clostridium difficile. Tinció d'HE.

Hi ha diferents tipus de colitis infecciosa; provocades per infeccions (bacteris i virus) o infestacions (paràsits) habitualment lligades a afectació d'altres parts del tracte digestiu, com a part de les gastroenteritis o enterocolitis de tipus infecciós.
Un conegut subtipus de colitis infecciosa és la colitis pseudomembranosa, que resulta de la infecció per una soca toxicogènica de Clostridium difficile (C-diff).
La colitis enterohemorràgica pot ser causada per la toxina Shiga en la Shigella dysenteriae o del grup Shigatoxigènic d'Escherichia coli, que inclou de E. enterohemorràgica i altres coli.

### Miscel·lània
- Colitis atípiques